# Sulcus subantennalis
Sulcus subantennalis, sutura subantennalis – szew obecny na głowie niektórych owadów.
Sulcus subantennalis to szew rzekomy puszki głowowej położony poniżej nasady czułka.
U karaczanów szew ten ciągnie się pionowo od sutura antennalis do szwu podpoliczkowego. U błonkówek ma postać podłużnego rowka na boku twarzy, położonego brzusznie w stosunku do torulusa i grzbietowo w stosunku do nadustka.
Szew ten określany jest także jako sutura frontogenalis czyli "czołowo-policzkowy", jednak R. E. Snodgrass podaje w wątpliwość, czy faktycznie stanowi on granicę między czołem a policzkiem.